# 런던 메트로폴리탄 대학교
런던 메트로폴리탄 대학교(영어: London Metropolitan University) 또는 런던 멧(London Met)은 영국 런던에 위치한 연구 중심의 공립 대학교이다. 2002년, 북런던 대학교와 런던 길드홀 대학교가 합쳐져 지금의 런던 멧이 탄생했다. 1848년으로 거슬러올라가는 역사를 지닌 런던 멧은 런던에서 가장 오래된 교육기관 중 하나로 손꼽힌다.

## 캠퍼스

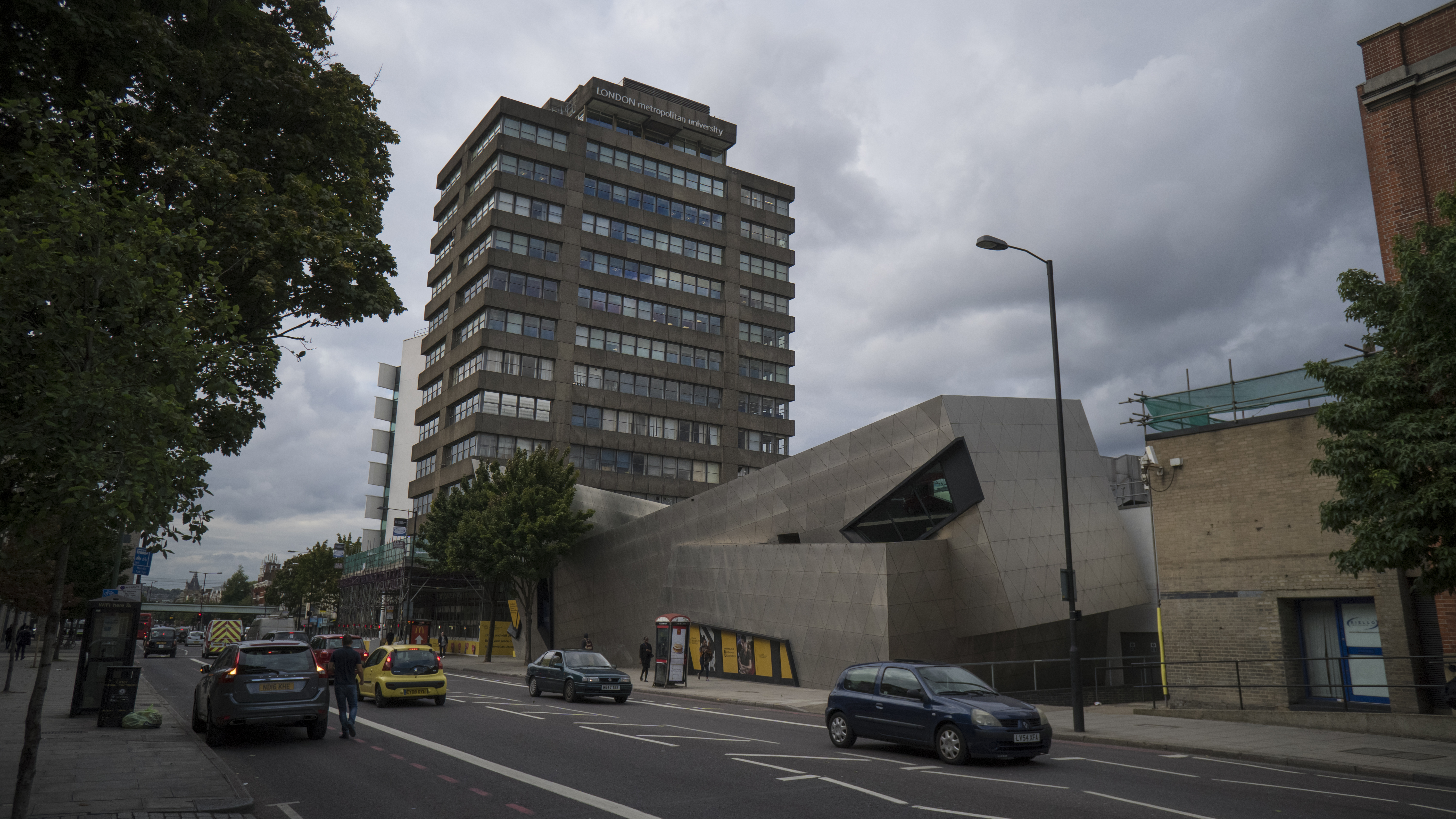
다니엘 리베스킨트가 설계한 The Cass의 전경

런던 멧은 런던 이즐링턴구의 홀로웨이에 자리 잡고 있다. 알드게이트와 무어게이트에는 좀 더 작은 규모의 캠퍼스가 있다.

## 교육
런던 멧은 12,145명의 학생들에게 160개에 달하는 학위 과정을 제공한다. 이는 7,000명의 해외 학생들을 포함한 규모다. 베이징, 첸나이, 델리, 다카, 라고스 그리고 라호르에 해외 지부를 운영하고 있다.

### 장학금
연간 70만 파운드가 넘는 금액이 학문적 성취를 달성한 학생들 그리고 하키, 테니스, 농구 등의 스포츠 분야에서 우수한 성적을 보인 학생들을 위해 준비되어있다. 학부과정에서 A학점을 달성한 국제학생에게는 1,000파운드의 장학금이 수여된다.

## 저명한 동문
- 사디크 칸, 현 런던 시장
- 제러미 코빈, 현 영국 노동당 대표
- 닐 테넌트, 펫 숍 보이즈의 멤버